# Gulbenkianbiblioteket

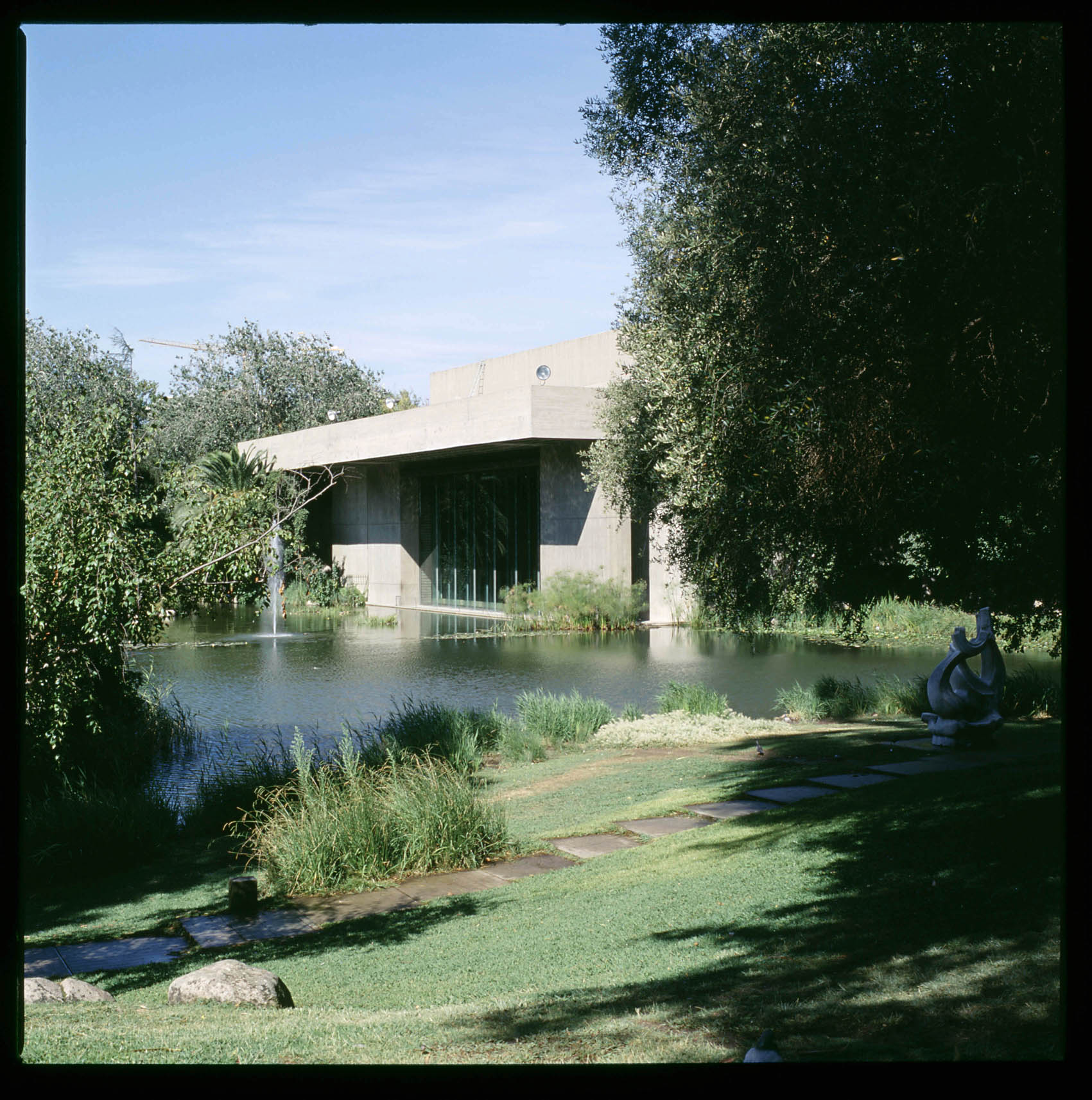
Gulbenkians konstbibliotek och park i Lissabon.

Gulbenkianbiblioteket är det informella namnet på två olika bibliotek grundade av den armeniske oljemagnaten Calouste Gulbenkian (1869–1955).
- Gulbenkians armeniska biblioteket  (eng: The Calouste Gulbenkian Library of the Armenian Patriarchate of Jerusalem) är ett armeniskt bibliotek beläget i Jerusalem. Det grundades 1926 och biblioteket inrymmer 60 000 volymer, varav 25 000 är skrivna på armeniska och övriga främst på engelska och franska. Biblioteket får omkring 300 armeniska tidskrifter som sparas, och kopior finns på den första armeniska tidningen Azdarar.

- Gulbenkians konstbiblioteket (pt: Gulbenkian Biblioteka de Arte) i Portugal invigdes 1969 och ligger i anslutning till Gulbenkianstiftelsens museum i Lissabon. Biblioteket hade år 2013 över 190 000 monografier, ett stort antal utställningskataloger, en samling med omkring 190 olika konsttidskrifter samt dokument i multimedia, bland annat dokumentärfilmer.